# International Journal of Economic Theory
International Journal of Economic Theory (IJET; Международный журнал экономической теории) – специализированный экономический журнал.
В журнале публикуются материалы по основным проблемам экономической науки: микро- и макроэкономике, теории игр, теории общего равновесия, мировой экономике, экономической теории благосостояния, математическим методам в экономической науке и др.
Журнал выходит с 2005 г.; периодичность выхода – 4 номера в год.